# Anepsion japonicum
Anepsion japonicum là một loài nhện trong họ Araneidae.
Loài này thuộc chi Anepsion. Anepsion japonicum được Takeo Yaginuma miêu tả năm 1962.